# Diocesi di Curzola
La diocesi di Curzola (in latino: Dioecesis Cursolensis) è una sede della Chiesa cattolica soppressa nel 1828 e incorporata alla diocesi di Ragusa di Dalmazia, dal 1933 annoverata fra le sedi vescovili titolari.

## Territorio
La diocesi si estendeva sull'isola di Curzola della Dalmazia meridionale (attuale Croazia).
Sede vescovile era la città di Curzola, dove fungeva da cattedrale la chiesa di San Marco.
La diocesi era molto piccola e comprendeva nel 1761 sette località.

## Storia
Nel sinodo di Spalato del 1185 l'isola di Curzola fu attribuita alla diocesi di Lesina. L'occasione per gli isolani di avere un proprio vescovo si presentò agli inizi del XIV secolo quando il domenicano Giovanni della Croce, vescovo di Stagno, perseguitato dai greco-ortodossi, trasferì la propria sede a Curzola, con l'assenso di papa Bonifacio VIII. Le sedi di Curzola e Stagno rimasero unite fino al 1541, quando Stagno, conquistata dai Veneziani, ritornò ad essere diocesi autonoma.
Curzola era suffraganea dell'arcidiocesi di Ragusa. La cattedrale di San Marco fu costruita a partire dal 1407 sul luogo della vecchia chiesa romanica, di cui si conservarono le absidi, incluse nel nuovo edificio.
La diocesi fu soppressa da papa Leone XII con la bolla Locum beati Petri del 30 giugno 1828 ed annessa alla diocesi di Ragusa di Dalmazia, che a partire dalla stessa data perse il privilegio arcivescovile e divenne suffraganea dell'arcidiocesi di Zara. A quell'epoca l'intera Dalmazia faceva parte dell'Impero d'Austria. La bolla fu resa esecutiva a Curzola il 18 aprile 1830.
Dal 1933 Curzola è annoverata tra le sedi vescovili titolari della Chiesa cattolica; dal 18 settembre 2018 il vescovo titolare è Juan Miguel Betancourt, S.E.M.V., vescovo ausiliare di Hartford.

## Cronotassi

### Vescovi
- Giovanni della Croce, O.P. † (circa 1300 - circa 1313 deceduto)
- Giovanni, O.F.M. † (1314 - ?)
- Gaddo, O.P. † (circa 1330 - 1341 nominato arcivescovo di Corfù)
- Marino, O.F.M. † (1342 - circa 1350)
- Domenico, O.P. † (1350 - 27 settembre 1368 nominato arcivescovo di Zara)
- Giovanni da Veglia, O.F.M. † (27 settembre 1368 - ?)
- Francesco † (? - 1388 nominato vescovo di Scardona)
- Nicolò Menzi, O.E.S.A. † (21 maggio 1392 - 1425 deceduto)
- Andrea Micheli † (9 dicembre 1426 - circa 1440 deceduto)
- Giovanni Rubini, O.E.S.A. † (20 settembre 1447 - ?)
- Andrea Canavella, O.E.S.A. † (1450 - 1º marzo 1454 deceduto)
- Luca Leone † (17 maggio 1454 - 7 luglio 1462 deceduto)
- Tommaso Malombra † (7 febbraio 1463 - 1513 deceduto)
- Nicolò Niconisi † (1513 succeduto - 1541 deceduto)
- Marco Malipiero † (16 dicembre 1541 - 26 luglio 1549 nominato vescovo di Lesina)
- Claudio Tolomei † (21 agosto 1549 - 23 marzo 1556 deceduto)
- Pietro Barbarigo † (27 giugno 1556 - 1564 dimesso)
- Benedetto Lauretani, O.S.B.Cam. † (15 maggio 1565 - circa 1573 deceduto)
- Agostino Quinzio, O.P. † (17 giugno 1573 - 17 agosto 1605 nominato vescovo di Massa Lubrense)
- Raffaele Riva, O.P. † (12 settembre 1605 - 24 novembre 1610 nominato vescovo di Chioggia)
- Teodoro Dedo, O.P. † (14 marzo 1611 - agosto 1625 deceduto)
- Giacomo Fagagna, O.S.H. † (18 gennaio 1626 - agosto 1642 deceduto)
- Francesco Manola † (12 gennaio 1643 - agosto 1664 deceduto)
- Gerolamo de Andreis † (13 aprile 1665 - gennaio 1673 deceduto)
- Nikola Spanić † (17 luglio 1673 - 29 novembre 1707 deceduto)
- Marino Drago † (3 ottobre 1708 - 9 ottobre 1733 deceduto)
- Vincenzo Cossovich † (1º dicembre 1734 - 21 luglio 1761 deceduto)
- Michele Triali † (23 novembre 1761 - 23 settembre 1771 nominato arcivescovo di Zara)
- Giovanni Carsana † (23 settembre 1771 - 6 giugno 1774 nominato arcivescovo di Zara)
- Simone Spalatin † (13 marzo 1775 - 25 giugno 1781 nominato vescovo di Ossero)
- Antonio Belglava † (17 settembre 1781 - 28 settembre 1787 nominato vescovo di Traù)
- Giuseppe Cosserich Teodosio † (28 settembre 1787 - febbraio 1802 deceduto)
  - Sede vacante (1802-1828)

### Vescovi titolari
- Thomas Benjamin Fulton † (28 dicembre 1968 - 7 luglio 1978 nominato vescovo di Saint Catharines)
- John Joseph O'Connor † (24 aprile 1979 - 6 maggio 1983 nominato vescovo di Scranton)
- Pedro Luís Guido Scarpa, O.F.M.Cap. † (22 luglio 1983 - 26 marzo 1990 nominato vescovo di Ndalatando)
- Patrick Joseph Thomas Sheridan † (30 ottobre 1990 - 2 dicembre 2011 deceduto)
- Vincent Dollmann (25 luglio 2012 - 25 maggio 2018 nominato arcivescovo coadiutore di Cambrai)
- Juan Miguel Betancourt, S.E.M.V., dal 18 settembre 2018